# Rezerwat przyrody Święty Roch
Święty Roch – rezerwat przyrody znajdujący się na terenie gminy Krasnobród w powiecie zamojskim w województwie lubelskim.
- położenie geograficzne – Roztocze Środkowe
- powierzchnia (dane nadesłane z nadleśnictwa) – 202,60 ha
- rok utworzenia – 1983
- dokument powołujący – Zarządzenie Ministra Leśnictwa i Przemysłu Drzewnego z dnia 22 kwietnia 1983 roku w sprawie uznania za rezerwat przyrody (MP nr 16, poz. 91).
- przedmiot ochrony (według aktu powołującego) – zachowanie fragmentu starodrzewu bukowo-jodłowego naturalnego pochodzenia.

Rezerwat znajduje się na obszarze Krasnobrodzkiego Parku Krajobrazowego, 2 km na południowy zachód od Krasnobrodu. Nazwa rezerwatu pochodzi od kaplicy św. Rocha, która znajduje się na skraju rezerwatu i jest w regionie miejscem kultu religijnego.

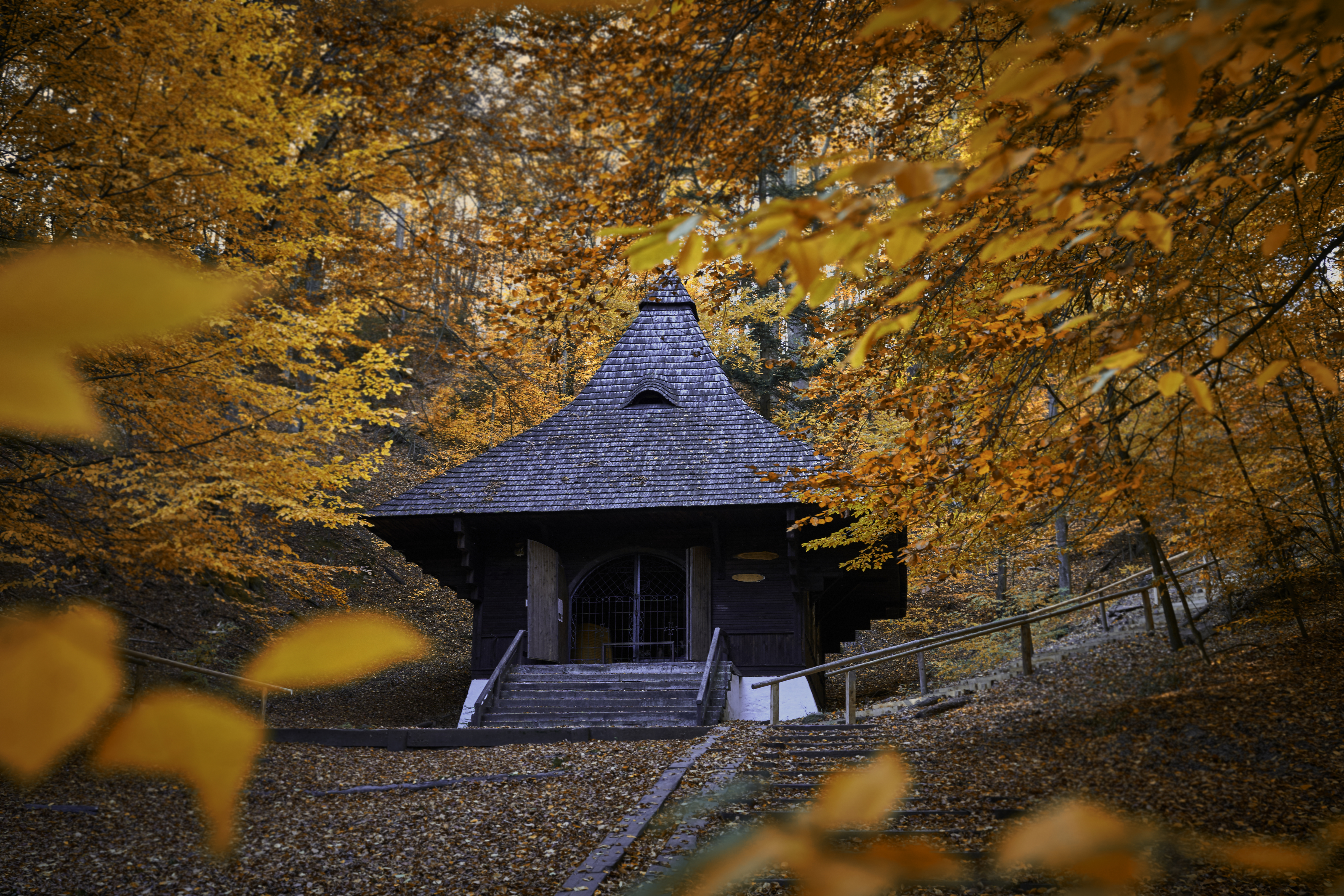
Kaplica św. Rocha w rezerwacie